# كنوت بلايند
كنوت بلايند (بالألمانية: Knut Blind)‏ هو اقتصادي ألماني، ولد في 1965.